# Protapanteles fraternus
Protapanteles fraternus är en stekelart som först beskrevs av Henry J. Reinhard 1880.  Protapanteles fraternus ingår i släktet Protapanteles och familjen bracksteklar. Inga underarter finns listade i Catalogue of Life.